# Aarne Tammisto
Aarne „Aki“ Tammisto (* 1. März 1915 in Leppävirta; † 23. März 1978 in Turku) war ein finnischer Sprinter.
Bei den Olympischen Spielen 1936 in Berlin erreichte er über 200 m das Viertelfinale und schied in der 4-mal-100-Meter-Staffel im Vorlauf aus.
1938 wurde er bei den Leichtathletik-Europameisterschaften in Paris Fünfter über 400 m.

## Persönliche Bestzeiten
- 100 m: 10,7 s, 1934
- 200 m: 21,6 s, 7. August 1937, Viipuri